# 22 octobre 1993
Le vendredi 22 octobre 1993 est le 295e jour de l'année 1993.

## Naissances
- Charálampos Lykogiánnis, footballeur grec
- Gaël Bigirimana, joueur de football burundais
- Yana Demyanchuk, gymnaste artistique ukrainienne
- Lola Dubini, chanteuse et comédienne française

## Décès
- Innes Ireland (né le 12 juin 1930), pilote automobile
- Jiří Hájek (né le 6 juin 1913),  homme politique tchèque
- Mariano Manent (né le 9 avril 1904), entraîneur argentin de basket-ball
- Otto Fischer (né le 2 avril 1915), homme politique suisse
- Saïd Mohamed Jaffar (né le 14 janvier 1918), personnalité politique française
- Sachiko Chiba (née le 16 février 1911), actrice japonaise (1911-1993)

## Événements
- Michel Rocard est élu premier secrétaire du Parti Socialiste.
- Découverte de 10829 Matsuobasho
- Sortie du jeu vidéo Arcus Odyssey
- Création de la communauté d'agglomération Flers Agglo
- Sortie de l'épisode L'Ombre_de_la_mort_ de la série X-Files
- Création du Parti des communistes de la République de Moldavie
- Sortie du jeu vidéo Vay